# Protaphorura humata
Protaphorura humata är en urinsektsart som först beskrevs av Hermann Gisin 1952.  Protaphorura humata ingår i släktet Protaphorura, och familjen blekhoppstjärtar. Arten är reproducerande i Sverige.